# Jim Poole (Footballspieler)
James Eugene Poole (* 9. September 1915 in Gloster, Mississippi; † 16. November 1994 in Oxford, Mississippi), Spitzname: Buster, war ein US-amerikanischer American-Football-Spieler und -Trainer. Er spielte unter anderem als Wide Receiver in der National Football League (NFL) bei den New York Giants und den Chicago Cardinals. 

## Jugend
Der Vater von Jim Poole, Willie Poole, war Farmer und starb, als er neun Jahre alt war. Die Kinder wurden fortan von deren Mutter Emily alleine erzogen. Jim war als der Älteste der drei Kinder und frühzeitig gezwungen Verantwortung für seine Geschwister zu übernehmen. Poole stammte aus einer sportbegeisterten Familie. Er war als Basketball- und Baseballspieler aktiv. Die Möglichkeit Football zu spielen hatte er zunächst nicht, da in seinem Heimatort kein Spielfeld vorhanden war. Die Gelegenheit dazu erhielt er erst, nachdem ihm ein Lehrer einer High School in Natchez ein Angebot gemacht hatte diese Schule zu besuchen, wo er auch die Gelegenheit erhielt Football zu spielen. Seine beiden jüngeren Brüder Ray und Barney sowie sein Cousin Ollie Poole und sein Neffe Paige Cothren wurden wie er Profifootballspieler.

## Spielerlaufbahn

### Collegekarriere
Jim Poole erhielt im Jahr 1934 nach seinem Schulabschluss ein Stipendium an der University of Mississippi. Dort war er gleichfalls als Basketball-, Baseball- und Footballspieler aktiv. Im Jahr 1936 spielte er zusammen mit Bruiser Kinard mit den Ole Miss Rebels im Orange Bowl gegen die Mannschaft der Katholischen Universität von Amerika. Sein Team unterlag mit 20:19, er selbst konnte mit einem erzielten Touchdown diese Niederlage nicht verhindern. Poole wurde von seinem College in allen drei Sportarten mehrfach ausgezeichnet, im Jahr 1936 erklärte ihn die University of Mississippi zum besten Sportler am College. 

### Profikarriere
James Poole wurde im Jahr 1937 in der siebten Runde an 64. Stelle durch die New York Giants gedraftet. Poole wurde von seinem Trainer Steve Owen schon in seinem Rookiejahr als Starter eingesetzt und nahm dabei überwiegend Aufgaben als Blocker für Blocking Back Ed Danowski oder Fullback Tuffy Leemans wahr. Im Jahr 1938 konnten die Giants acht von elf Spielen gewinnen und zogen damit in das NFL Championship Game gegen die Green Bay Packers ein. Die Giants gewannen das Spiel mit 23:17. Der Sieg sollte der einzige Titelgewinn von Poole bleiben. In den Jahren 1939 und 1941 scheiterte er mit seinem Team jeweils im NFL Endspiel.
Poole musste nach der Saison 1941 seine Profilaufbahn unterbrechen und leistete seinen Militärdienst während des Zweiten Weltkrieges bei der US Navy. Er spielte Football in zwei Militärmannschaften und wurde im Jahr 1945 als First Lieutenant entlassen. Poole setzte seine Spielerkarriere zunächst bei den Chicago Cardinals fort, wechselte aber im Laufe der Saison 1945 zurück zu den New York Giants. In der Spielrunde 1946 konnte er nochmals mit seiner Mannschaft ins NFL-Endspiel einziehen. Obwohl ihm in dem Spiel gegen die Chicago Bears vier Passfänge zu einem Raumgewinn von 40 Yards gelangen, konnte er die 24:14-Niederlage seiner Mannschaft nicht verhindern. Nach diesem Endspiel beendete er seine Laufbahn.

## Trainerlaufbahn
Unmittelbar nach seiner Spielerlaufbahn wurde Jim Poole Assistenztrainer an seinem alten College. In den Jahren 1959, 1960 und 1962 gewann er, wie sein gleichfalls im Trainerstab der Rebels beschäftigter Bruder Ray, mit seiner Mannschaft die nationale Collegemeisterschaft. Im Jahr 1970 setzte er sich zur Ruhe. Während seiner Trainerlaufbahn spielte sein Team in 17 Bowls. Jim Poole starb an Krebs und ist auf dem Oxford Memorial Cemetery in Oxford, Mississippi, beerdigt.

## Ehrungen
Jim Poole spielte dreimal im Pro Bowl und wurde viermal zum All-Pro gewählt. Er ist Mitglied in der Mississippi Sports Hall of Fame und in der Ruhmeshalle seines Colleges. Auf dem Campus der University of Mississippi ist eine Straße nach den Mitgliedern der Familie Poole benannt, die dort studiert haben. 